# Alexis Simon Belle
Pour les articles homonymes, voir Belle.
Alexis Simon Belle (Paris 12 janvier 1674 - Paris 21 novembre 1734), est un peintre français, spécialisé dans le portrait de cour.

## Naissance
Alexis Simon Belle est né à Paris, deuxième enfant et unique fils de Jean-Baptiste Belle (né avant 1642, mort en 1703), peintre également, et d’Anne des Champs, sa femme (morte en 1705).
La naissance et le baptême d’Alexis Simon Belle sont annotés sur les Registres de la paroisse Saint-Sulpice à Paris, et figurent dans l’œuvre d’Eugène Piot, Le Cabinet de l'amateur correspondant aux années 1861 et 1862 : « Le 17 janvier 1674 a été baptisé Simon-Alexis, fils de Jean Belle, Maître peintre, et d’Anne de Champs sa femme ; le parrain, Simon-Alexis Sourdeval, fils de Guillaume Sourdeval ; la marraine Marie Mercier, fille de Louis Mercier. La marraine déclare ne pas savoir signer. Signé : Louis Sourdeval, Jean Belle. »

## Sa vie et sa famille

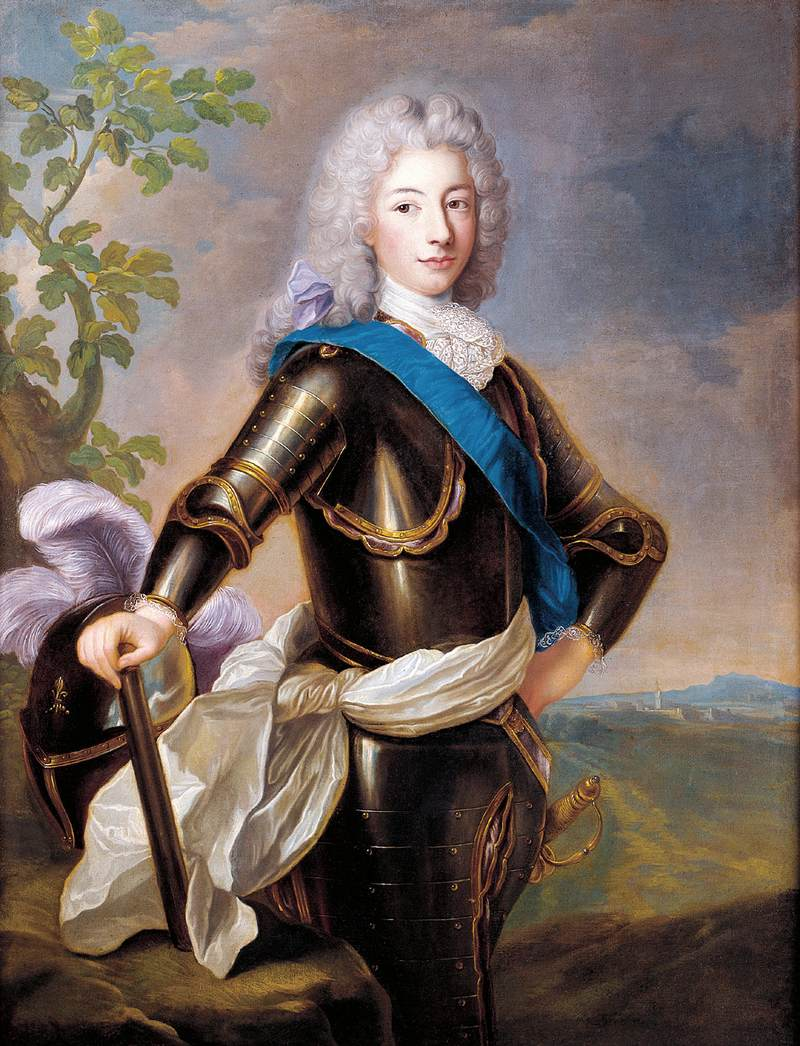
Louis François I de Bourbon, prince de Conti, collection particulière, localisation inconnue.

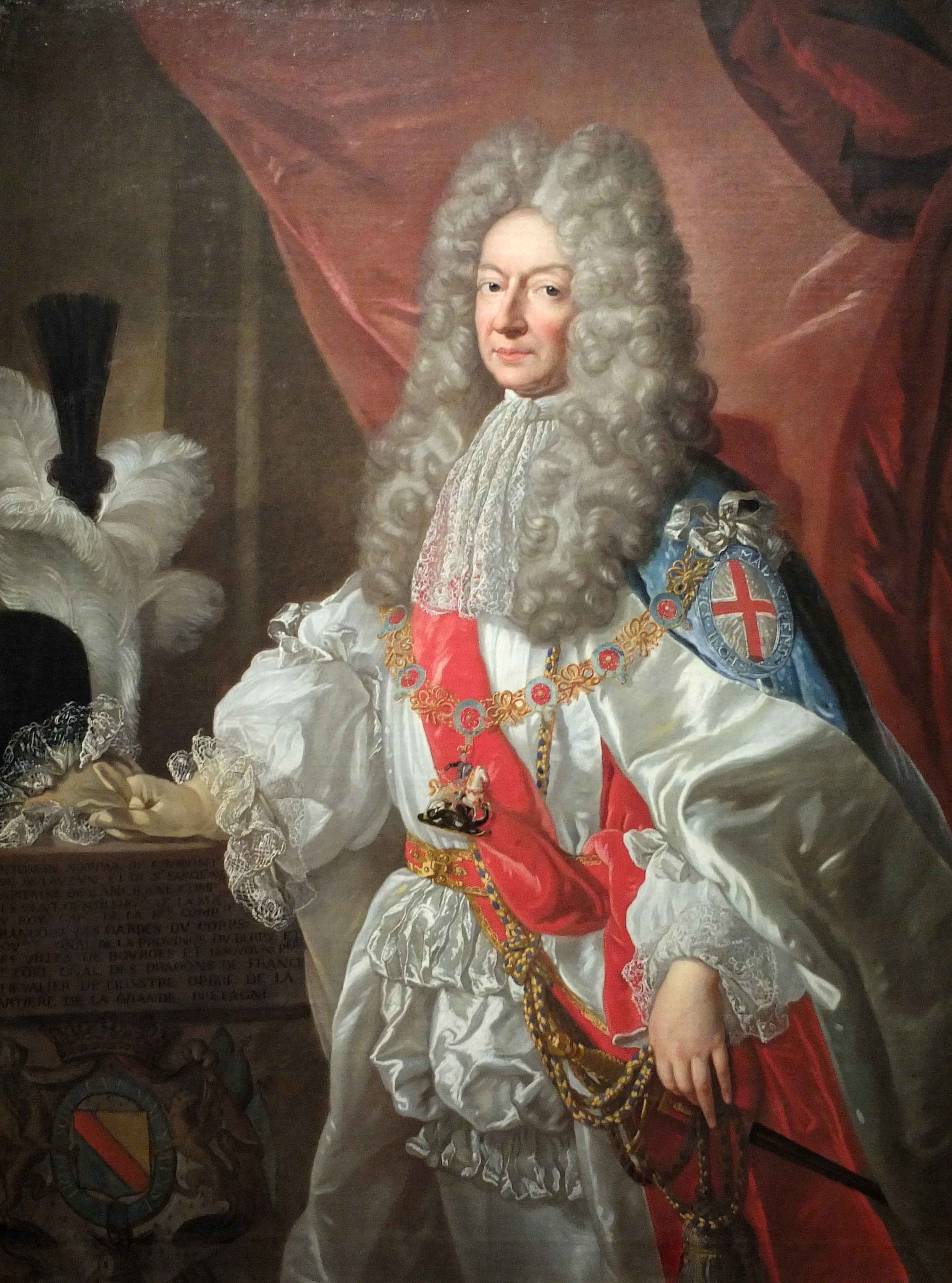
Antoine Nompar de Caumont, duc de Lauzun (vers 1700), La Rochelle, musée d'Orbigny Bernon.

Belle étudia d’abord avec son père, puis entra comme élève de François de Troy (1645/46-1730), peintre à la cour du Roi Jacques II d'Angleterre en exil à Saint-Germain-en-Laye. Il commença à travailler à Saint-Germain de 1698 jusqu’en 1701. Cette période fut une période de paix entre la France et la Grande-Bretagne et les Jacobites pouvaient traverser la Manche en transportant les tableaux de James Edward Stuart (qui, à la mort de son père en 1701 devient le prétendant Jacobite au trône de Grande-Bretagne) et de sa sœur, la Princesse Louisa Maria. Troy était alors l’unique peintre de la cour de James II et avait besoin de l’aide de Belle, son meilleur élève, pour pouvoir réaliser les peintures qui lui été commandées.
En août 1700, Belle obtient le prix de Rome, mais alla à Saint-Germain au lieu de voyager en Italie.
Le 12 novembre 1701, Belle épousa Anne Chéron (1663–1718), peintre miniaturiste, sœur d’Élisabeth-Sophie Chéron (peintre sur émail, graveur et poétesse) et apparaissait comme « Peintre ordinaire du roi d'Angleterre ». À la suite de la mort quelques semaines avant du Roi James II, il fut recommandé ainsi à son fils James Edward, qui avait été proclamé Roi d’Angleterre, d’Écosse et d’Irlande par le roi Louis XIV. Alexis Simon Belle devient donc le peintre principal de la cour Jacobite, où lui et sa femme s’installèrent et travaillèrent.
Agréé le 24 septembre 1701 à l'Académie, alors qu'il portait déjà le titre de peintre de Sa Majesté Britannique, il fut reçu le 4 août 1703 avec les portraits de Pierre Mazeline et de François de Troy. Pour des raisons inconnues, l'assemblée lui demanda un troisième tableau, selon une procédure rarissime. Il exécuta donc le Portrait de Louis Lerambert (1620-1670) et le soumis le 31 décembre 1704.
Après que la guerre éclata de nouveau entre la Grande-Bretagne et la France en 1702, ses portraits de James Edward Stuart (The Old Pretender) et de sa sœur la princesse royale, continuèrent de passer à travers la Manche en contrebande, et Belle fit d’autres travaux pour les membres de la cour ainsi que pour le couvent des Augustins anglais de Paris. Il existe plusieurs copies de son portrait de James Edward Stuart en armure, debout sur les rives de la Manche où croisent des navires de guerre, pointant vers les falaises de Douvres.
Le portrait le plus célèbre de Belle est celui de James Edward Stuart, datant de 1712, juste avant son départ de Saint-Germain pour la Lorraine, où il est représenté en tenue militaire dans une tente. Cette œuvre est l’image typique du Vieux Prétendant et a été copiée de nombreuses fois. Dans une gravure de ce tableau faite par François Chéreau, Belle est décrit comme peintre de S.M. Brit. En 1713, Chéreau fait également une gravure d’un portrait de Belle, celui de la Princesse Maria Louisa (morte en 1712), conservé au château de Sizergh, Cumbria.
Après le départ du Prétendant de Saint-Germain, Belle y resta et fit quelques tableaux de différents diplomates ayant rapport avec le Traité d'Utrecht (1713). Cependant, en 1714, il rejoint James Edward à la nouvelle cour à Bar-le-Duc.
Pendant les années 1716 à 1719, Belle reçut de nombreuses commandes de la part des Jacobites en exil à la suite de l’échec de 1715. Pendant cette époque, le Prétendant vivait en Italie.
Pendant les années 1720, Belle eut beaucoup de travail de la part de la noblesse française. Il peint le jeune roi Louis XV, et une grande partie de son œuvre a été gravée, indiquant en cela qu'il jouissait alors d’un statut élevé en France. Il a travaillé aussi pour les Jacobites en France, et en 1724 il signa un portrait de Marie-Charlotte Sobieska (belle-sœur de James Edward Stuart) avec la mention « pictor regis Britann. » (peintre du roi de Grande-Bretagne).). En 1731, Belle a fait deux copies de portraits par David des deux jeunes fils de James Edward Stuart, le prince Charles Édouard Stuart et le prince Henri Benoît Stuart.
Anne Chéron, première épouse de Belle est morte en avril 1718. Le 12 janvier 1722, il épousa, en secondes noces, Marie-Nicolle Horthemels (née en 1689 et morte après 1745), elle-même peintre et graveur,. Ensemble, ils eurent deux fils, nés en 1722 et 1726, et une fille née en 1730. La famille Belle vécut dans le quartier de Saint-Germain et à Paris, rue du Four. La sœur de son épouse, Louise-Magdeleine Horthemels (1686-1767) fut un graveur de renommée à Paris pendant plus de cinquante ans, épouse de Charles Nicolas Cochin Père et donc mère du graveur et critique d’art Charles-Nicolas Cochin (1715-1790). Une autre sœur de son épouse, Marie-Anne-Hyacinthe Horthemels (1682-1727), a travaillé dans le même domaine, et fut l'épouse de Nicolas-Henri Tardieu (1674-1749), graveur, membre de l’Académie royale de peinture et de sculpture.
La famille Horthemels, originaire des Pays-Bas, est adepte du théologien hollandais Cornelius Jansen et avait des liens étroits avec l’Abbaye de Port-Royal des Champs, le centre de la pensée janséniste en France.
Belle et son épouse Marie-Nicole eurent un enfant, Clément-Louis-Marie-Anne Belle (1722-1806), peintre français et dessinateur de tapisseries. Le registre paroissial de Saint-Sulpice nous signale ainsi le baptême de Clément-Louis, Les témoins signataires sont membres du jacobisme : William Maxwell, comte de Nithsdale (1682-1744), son épouse, Winifred Herbert (1690-1749) qui avait organisé la fuite de son mari de la Tour de Londres en 1716, et leur fille, Lady Anne Maxwell (1716-1735). Un fait remarquable est que la marraine n’a que six ans. 'Herbet de Ponis' est une erreur car Winifred Herbert était la sœur de William Herbert, premier Marquis de Powis.
En tant que peintre-portraitiste, le style de Belle suit celui de ses maîtres François de Troy, Hyacinthe Rigaud, et Nicolas de Largillierre. Quant à lui, il fut le maître de Jacques-André-Joseph-Camelot Aved (1702-1766).
Lors de sa mort en 1734, Belle est cité comme « peintre du roi dans son Académie royale de peinture et de sculpture, conseiller du roi, contrôleur général des rentes du clergé, contrôleur de la volaille à l'hôtel de ville de Paris », démontrant ainsi certaines relations avec le pouvoir.
Le fils de Belle, Louis-Clément est devenu un peintre d'histoire. Quand il est mort en 1806, il est cité comme « recteur de l'école spéciale de peinture, de sculpture, d'architecture et gravure, et le professeur de dessin à la Manufacture impériale des Gobelins ».

## Décès
Belle est mort à Paris en 1734. Ses funérailles à l’église Saint-Sulpice sont décrites avec détails par Eugène Piot, dans Le Cabinet de l'amateur. Son enterrement eut lieu de 22 novembre 1734. Il est décrit comme « Peintre ordinaire du roi, et de S.M. Britannique, membre de l'Académie de Peinture, Conseiller du Roi, Contrôleur général des rentes du clergé, Contrôleur de la volaille à l'Hôtel de Ville de Paris », époux de Marie-Nicole Hortemels et mort la veille, chez lui, rue du Four, le 21 novembre. Son âge est « d’environ 60 ans, 10 mois, 8 jours », et il est également inscrit que l’enterrement fut organisé sous la présence de Clément Louis Marie Anne Belle et « N. Belle, baptisée, âgée de 7 ans », ses enfants, et par « Fréderic-Eustache-Auguste Hortemels, graveur, Denis Hortemels, libraire, Nicolas Tardieu et Charles-Nicolas Cochin, graveurs du roi, ses beaux-frères ».

## Œuvres

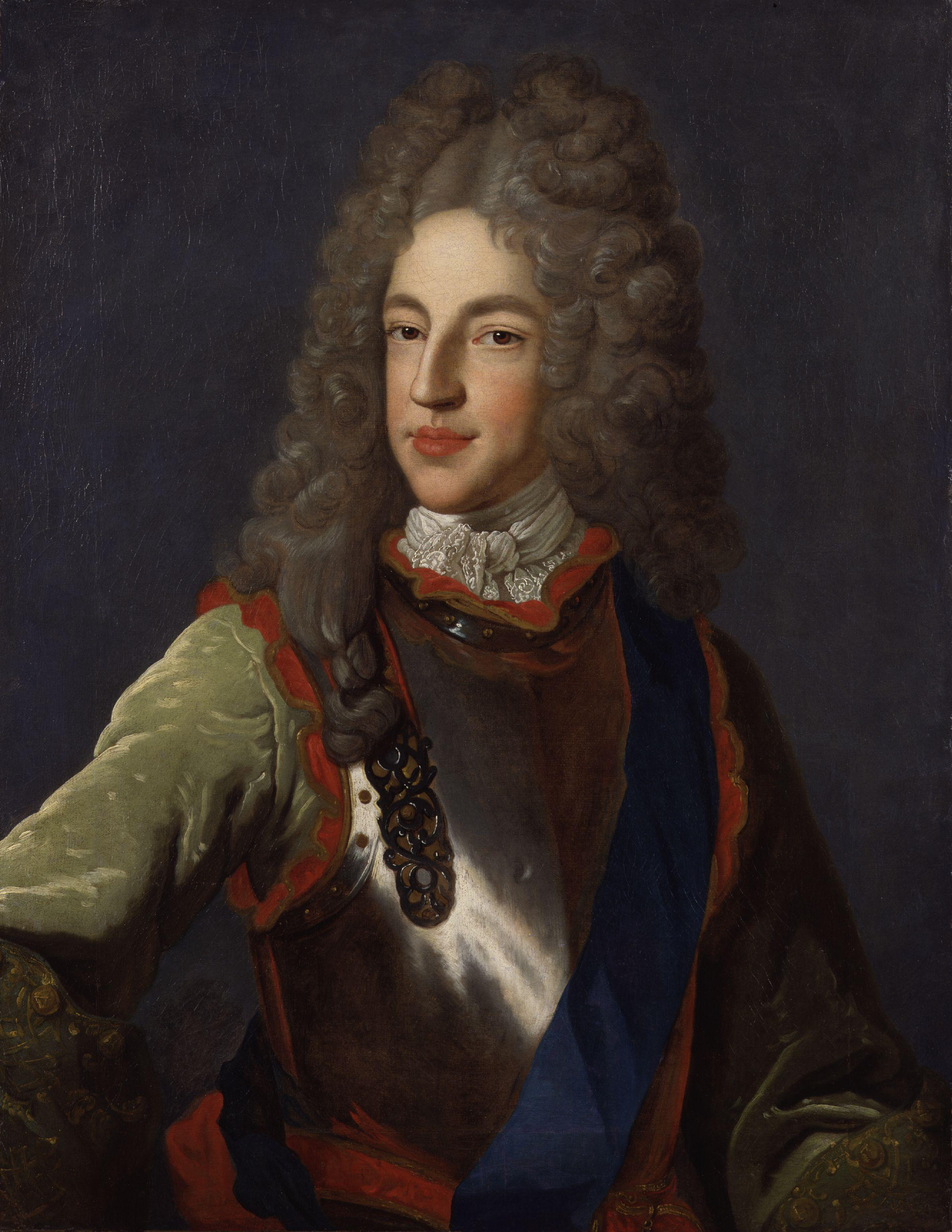
Portrait de Jacques François Stuart (vers 1712), Londres, National Maritime Museum

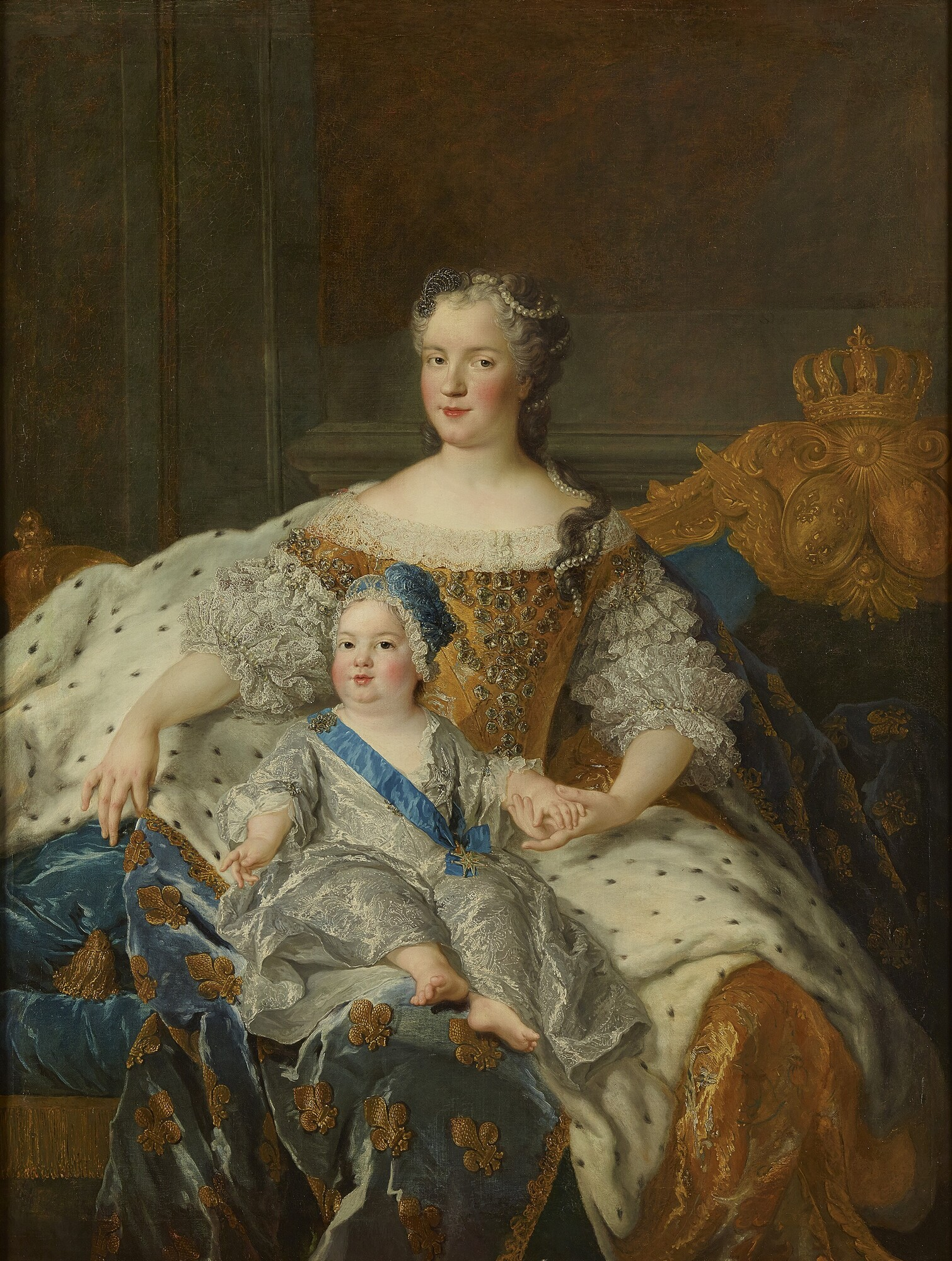
Marie Leszczyńska, reine de France (1703-1768) et le dauphin Louis (1729–1765) (vers 1730), château de Versailles.

Alexis Simon Belle est principalement un peintre-portraitiste. Ses principales œuvres sont :
- Portrait allégorique du prince James Francis Edward Stuart et de sa sœur la princesse Louisa Maria Theresa, montrant le prince comme un ange gardien (1699), Londres, Royal Collection[13]
- La Reine Marie de Modena, vers 1699, Cumbria, Château de Sizergh[1]
- François de Troy (1645-1730), 1701-1703, huile sur toile, Musée de l'Histoire de France (Versailles)[14]
- James Francis Edward Stuart, 1703, montrant le prince en armure, Paris, collège des Écossais[1]
- Portrait de Louis Lerambert, 1703-1704, huile sur toile, 130 × 99 cm, Musée national du château de Versailles[3]
- James Francis Edward Stuart, vers 1714, œuvre non localisée, connue par une gravure de Marie-Nicolle Horthemels[1]
- Antoine Crozat, vers 1715-1720, Montpellier, musée Fabre
- Élisabeth-Charlotte et son fils, double portrait d’Élisabeth Charlotte d’Orléans et de Francis I, Saint Empereur des Romains, daté de 1722, château de Lunéville[réf. nécessaire]
- Louis François de Bourbon-Conti[15]
- Alexis Simon Belle, autoportrait, huile sur toile, premier quart du XVIIIe siècle, Versailles, musée de l'Histoire de France[16]
- Marie-Charlotte Sobieska, 1724, belle-sœur de James Francis Edward Stuart[1]
- Charles Gabriel de Belsunce, marquis de Castelmoron, lieutenant général (1681-1739), huile sur toile, première moitié du XVIIIe siècle, Versailles, musée de l'Histoire de France[17]
- Marie-Anne-Victoire de Bourbon, infante d'Espagne, 1723, Versailles, musée de l'Histoire de France
- Les Enfants de Béthisy, 1716, Versailles, musée de l'Histoire de France
- Portrait d'homme, El Paso, Museum of Art

### Dessins
- Portrait de René-Antoine Ferchault de Réaumur, pierre noire et rehauts de craie blanche sur papier gris-brun, H. 0,318 ; L. 0,217 m[18]. Paris, Beaux-Arts de Paris[19]. Si la toile de ce portrait, exécutée en 1725, n'est pas localisée aujourd'hui, deux dessins sont conservés aux Beaux-Arts de Paris. Le premier a sans doute été réalisé lors d'une séance de pose. Il s'agit d'une étude du visage, pris sur le vif. Le second portrait[20],[21], réalisé sur un papier similaire, a été un temps attribué à Alexis-Simon Belle, cependant certaines maladresses dans l'exécution laisse à penser qu'il s'agit d'une oeuvre d'atelier. Ces deux portraits constituent un passionnant témoignage des pratiques d'atelier de peintre au XVIIe siècle.

### Œuvres attribuées à Alexis Simon Belle
- Princesse Louisa Maria Theresa Stuart, 1704[22]
- Prince James Francis Edward Stuart, vers 1700-1705[23]
- Henry Saint John, 1er vicomte de Bolingbroke, vers 1712[24]
- James Francis Edward Stuart, 1712[25]
- John Law de Lauriston, entre 1715 et 1720[26]
- Antoine Crozat, marquis du Chatel (1655-1738), huile sur toile, premier quart du XVIIIe siècle, Versailles, musée de l'Histoire de France[27]